# Шпанько, Тимофей Панкратьевич
Шпанько Тимофей Панкратьевич (1910—1985) — управляющий трестом «Свердловуголь» комбината «Донбассантрацит», Герой Социалистического Труда.

## Биография
Родился 20 февраля 1910 года в селе Одинковка Куликовского района Днепропетровской области. С пятнадцати лет начал работать слесарем на заводе. Учился на рабфаке, после окончания в 1937 году Днепропетровского горного института работал диспетчером в аппарате Наркомата угольной промышленности СССР. В 1940 году был назначен управляющем треста «Фрунзеуголь» (город Ровеньки Луганской области). В годы ВОВ возглавлял трест «Киргизуголь» (город Ош), был заместителем начальника комбината «Карагандауголь».
В послевоенные годы (1945—1949) — управляющий трестом «Свердловуголь». В этой должности принимал активное участие в восстановлении угольных шахт Донбасса. В горняцком Свердловске были восстановлены и построены крупные и средние шахты, трест резко увеличил объёмы добычи угля. Т. П. Шпанько уделял большое внимание социальной сферы региона, в частности, строительству жилья, детских садов, клубов, общежитий для горняков. С 1949 по 1953 годы — Министр местной и топливной промышленности УССР, а с 1958 по 1963 годы возглавлял Госгортехнадзор республики, работал начальником отдела топливной промышленности республики Госплана УССР. После этого находился в длительной заграничной командировке, возглавлял журнал «Уголь Украины».
В 1948 году был удостоен звания Герой Соц. Труда, награждён орденом Ленина, тремя орденами Трудового Красного Знамени, орденом «Знак Почёта», многими медалями, Почетной Грамотой Президиума Верховного Совета УССР.
Умер 14 апреля 1985 года.